# 김원희
김원희(金元嬉, 1972년 6월 9일 ~ )는 대한민국의 텔레비전 MC 겸 배우이다.

## 학력
- 마포초등학교 (졸업)
- 동명여자중학교 (졸업)
- 배성여자상업고등학교 (졸업)
- 광운대학교 방송연예학과 (중퇴)

## 생애
1972년 6월 9일 서울에서 출생하였으며 1991년 CF 모델 데뷔에 이어 이듬해 1992년 MBC 문화방송 21기 공채 탤런트로 정식 데뷔하였고 이에 앞서 SBS 공채 2기 탤런트 시험을 봤지만 탈락했으며 그 당시 에로배우 정세희가 SBS 공채 2기 탤런트 시험에 도전했으나 탈락하기도 했다. 배우로 첫 데뷔를 하였으나 연기보다는 TV 예능으로 활동하고 있다.

## 출연작

### 영화
- 《사랑전쟁》 - 숙이 역
- 《키스도 못하는 남자》 - 유미나 역
- 《엑스트라》 - 의사 역
- 《동해물과 백두산이》 - 민박녀 역
- 《가문의 위기》 - 김진경 검사 역
- 《누가 그녀와 잤을까?》 - 재성 모 역
- 《가문의 부활》 - 김진경 검사 역
- 《사랑방 선수와 어머니》 - 사랑방하숙집 주인 혜숙역

### TV 드라마
- 《TV 손자병법》(KBS2) - 고복남 역
- 《한지붕 세가족》(MBC)
- 《무동이네 집》(MBC) - 주현의 대학 친구 역
- 《아들과 딸》(MBC)
- 《폭풍의 계절》 (MBC)
- 《서울의 달》(MBC) - 이호순 역
- 《KBS 드라마게임》(KBS2)
- 《이 여자가 사는 법》(SBS) - 최윤나 역
- 《장희빈》(SBS) - 인현왕후 민씨 역
- 《KBS 단막극장》(KBS2)
- 《부자유친》(SBS) - 송초원 역
- 《컬러 - 그레이》(KBS2)
- 《임꺽정》(SBS) - 황운총 역
- 《꿈의 궁전》(SBS) - 허미강 역
- 《맨발의 청춘》(KBS2) - 김예주 역
- 《홍길동》(SBS) -  인옥 역
- 《은실이》(SBS) - 양길례 역
- 《퀸》(SBS) - 강승리 역
- 《도둑의 딸》(SBS) - 김명선 역
- 《사랑은 기적이 필요해》(SBS) - 차봉심 역
- 《과거를 묻지 마세요》(OCN) - 곽선영 역

### TV 프로그램 (진행, 출연)
- 《도전 추리특급》(MBC)
- 《퍼즐특급열차》(KBS2)
- 《대단한 레시피-마트에 가자》(KBS2)
- 《패밀리가 떴다 시즌 2》(SBS)
- 《헤이헤이헤이 시즌 2》(SBS)
- 《헤이헤이헤이》(SBS)
- 《일요일이 좋다 - X맨[25기]》(SBS)
- 《유재석 김원희의 놀러와》(MBC)
- 《신비한 TV 서프라이즈》(MBC)
- 《불만제로》(MBC)
- 《삼색녀 토크쇼》(MBC에브리원, MBC드라마넷)
- 《비타민》(KBS2)
- 《그는 당신에게 반하지 않았다》(Mnet)
- 《자기야 백년손님》(SBS)
- 《맞수다》(Story on)
- 《분노왕》(채널 A)
- 《집밥의 여왕》(JTBC)
- 《3일간의 사랑》(iTV)
- 《힐링뷰티쇼 아름다운 당신》(TV조선)
- 《난생처음》(TV조선)
- 《1 대 100》(KBS2)
- 《쇼 파워 비디오》(KBS2)
- 《주주클럽》(KBS2)
- 《대한민국 1교시》(KBS2)
- 《살림 9단의 만물상》(TV조선)
- 《비디오스타》(MBC에브리원)
- 《설날 특집 요즘 가족 - 조카면 족하다?》(SBS)
- 《TV는 사랑을 싣고》(KBS2)
- 《요즘 남자 라이프 - 신랑수업》(채널A)
- 《유 퀴즈 온 더 블럭》(tvN)
- 《은퇴 설계자들》(tvN STORY)
- 《신발 벗고 돌싱포맨》(SBS)

### 웹예능
- 《핑계고》(유튜브)

### 라디오 프로그램(진행, 출연)
- 《오후의 발견》(MBC FM4U)
- 《정오의 희망곡》(MBC FM4U)
- 《EBS 책 읽는 라디오 낭독 시리즈》(EBS FM, 2016년 7월)

### 텔레비전 CF
- 1991년 두성식품 타코벨
- 1994년 동양제과 원조후라보노껌
- 1995년 까슈
- 1996년 ~ 1997년 LG생활건강 홈스타
- 1996년 ~ 1997년 LG생활건강 암브탈
- 1996년 ~ 1997년 LG생활건강 홈스타크린샷
- 1996년 중외제약 화콜에프
- 1996년 대구백화점
- 1997년 현대약품 헬씨올리고
- 1997년 금강제화
- 1998년 하이트진로 하이트맥주
- 1998년 KT PCS 016
- 1999년 은성디벨럽멘트 아이컬
- 1999년 샘표식품 국시장국
- 1999년 신용협동조합중앙회
- 2000년 하이마트
- 2000년 JCB카드
- 2000년 아모레퍼시픽 댄트롤 닥터샴푸
- 2000년 휠라코리아
- 2000년 오리온 오키
- 2000년 롯데우유 아침에우유
- 2001년 애경 퍼펙트하나로
- 2001년 CJ제일제당 스팸
- 2001년 아이존
- 2002년 롯데칠성음료 콜드 쥬스
- 2002년 골드윈
- 2002년 SC존슨 에프킬라 플러스
- 2002년 SC존슨 에프킬라 케이 리퀴드
- 2002년 종근당 펜잘
- 2002년 제일화재
- 2002년 위니아전자 콤비김장고 眞品
- 2003년 위니아전자 수피아에어컨O2
- 2003년 제너시스 BBQ
- 2003년 닭익는마을
- 2003년 코웨이 웅진 룰루 비데
- 2005년 뉴코아아울렛
- 2006년 CJ제일제당 백설행복한콩
- 2007년 삼성생명
- 2012년 명인제약 이가탄
- 2017년 미스터보울러 버터플라이 네이션

## 홍보대사
- 2000년 디오시스 홍보이사
- 2001년 아일랜드 리조트 센터 홍보이사
- 2002년 브라질 수출진흥공사 명예홍보대사
- 2002년 국세청 명예홍보위원
- 2002년 고양세무서 명예홍보위원
- 2003년 KBO 홍보대사
- 2003년 학교폭력대책국민협의회의 홍보대사
- 2003년 원자력 병원 홍보대사
- 2006년 국세청 일일 홍보대사
- 2015년 법무부 인권국 홍보대사
- 2017년 강남경찰서 홍보대사
- 2017년 행정자치부 정보공개 홍보대사
- 2019년 법무부 명예보호관찰관

## 수상
| 연도   | 수상 내역                                                                              |
| ------ | -------------------------------------------------------------------------------------- |
| 1995년 | - SBS 스타상 드라마부문 우수연기상                                                     |
| 1996년 | - SBS 연기대상 인기상                                                                  |
| 1997년 | - 제33회 백상예술대상 TV부문 인기상                                                    |
| 1999년 | - SBS 연기대상 10대 스타상                                                             |
| 2001년 | - SBS 연기대상 시트콤부문 연기상                                                       |
| 2002년 | - 제36회 납세자의 날 대통령 표창 - MBC 연기대상 라디오부문 우수상                      |
| 2003년 | - 제39회 백상예술대상 TV부문 인기상                                                    |
| 2004년 | - MBC 방송연예대상 쇼 버라이어티부문 우수상                                            |
| 2005년 | - MBC 방송연예대상 쇼 버라이어티부문 최우수상                                          |
| 2006년 | - 제43회 저축의 날 대통령 표창                                                         |
| 2007년 | - 한국자원봉사대상 문화예술인부문 우수상 - MBC 방송연예대상 인기상                     |
| 2009년 | - 제43회 납세자의 날 모범표창장 - SBS 연예대상 최우수MC상                              |
| 2010년 | - MBC 방송연예대상 MC부문 특별상                                                       |
| 2011년 | - 제47회 백상예술대상 TV부문 여자 예능상 - 푸른미디어상 언어상 - MBC 방송연예대상 PD상 |
| 2014년 | - SBS 연예대상 베스트 MC상                                                             |
| 2015년 | - SBS 연예대상 쇼토크쇼부문 최우수상                                                   |